# Mogielnica
Mogielnica este un oraș în Polonia.